# Eparchia di Puthur
L'eparchia di Puthur (in latino Eparchia Puthurensis) è una sede della Chiesa cattolica siro-malankarese in India suffraganea dell'arcieparchia di Tiruvalla. Nel 2023 contava 5.760 battezzati. È retta dall'eparca George Kalayil.

## Territorio
L'eparchia estende la sua giurisdizione sui fedeli cattolici di rito siro-malankarese dei distretti di Kannada Meridionale, Udupi, Mysore, Chamarajanagar, Kodagu, Hassan, Chickmagalur, Shimoga e Mandya nello stato  indiano del Karnataka.
Sede eparchiale è la città di Puthur, dove si trova la procattedrale di Santa Maria.
Il territorio è suddiviso in 33 parrocchie.

## Storia
L'eparchia è stata eretta il 25 gennaio 2010, ricavandone il territorio dall'eparchia di Battery.

## Cronotassi dei vescovi
Si omettono i periodi di sede vacante non superiori ai 2 anni o non storicamente accertati.
- Geevarghese Divannasios Ottathengil † (25 gennaio 2010 - 24 gennaio 2017 dimesso)
- George Kalayil, dal 5 agosto 2017

## Statistiche
L'eparchia nel 2021 contava 5.760 battezzati.
| anno | popolazione | popolazione | popolazione | presbiteri | presbiteri | presbiteri | presbiteri                | diaconi | religiosi | religiosi | parrocchie |
| anno | battezzati  | totale      | %           | numero     | secolari   | regolari   | battezzati per presbitero | diaconi | uomini    | donne     | parrocchie |
| ---- | ----------- | ----------- | ----------- | ---------- | ---------- | ---------- | ------------------------- | ------- | --------- | --------- | ---------- |
| 2010 | 2.270       | ?           | ?           | 10         | 10         | 6          | 227                       |         |           |           | 21         |
| 2013 | 2.700       | ?           | ?           | 22         | 15         | 7          | 122                       |         | 7         | 19        | 24         |
| 2014 | 2.700       | ?           | ?           | 23         | 15         | 8          | 117                       |         | 8         | 19        | 24         |
| 2016 | 2.800       | ?           | ?           | 25         | 17         | 8          | 112                       |         | 8         | 25        | 25         |
| 2019 | 3.500       | ?           | ?           | 22         | 14         | 8          | 159                       |         | 8         | 35        | 29         |
| 2021 | 5.500       | ?           | ?           | 33         | 24         | 9          | 166                       |         | 9         | 33        | 34         |
| 2023 | 5.760       | ?           | ?           | 33         | 25         | 8          | 174                       |         | 8         | 44        | 33         |